# Восточная лысая ворона
Восточная лысая ворона, или серошейная лысая ворона (лат. Picathartes oreas) — редкий вид воробьиных птиц семейства Picathartidae. Популяция вида фрагметнирована по всей Центральной Африке. Плотность популяции очень низкая. Среда обитания вида становится всё меньше из-за истощения тропических лесов. Как следствие вид занесён в Красный список исчезающих видов МСОП.
Птица относительно крупная. Длина тела составляет приблизительно от 33 до 38 сантиметров, а её заметно длинный хвост составляет около 14 сантиметров. Вес взрослой птицы составляет от 200 до 250 граммов. Половой диморфизм отсутствует. Голова красного, чёрного и фиолетового цвета. Тело имеет голубовато-серый цвет, который переходит в шелковисто-серый на шее. Грудь и брюхо жёлтые. 
В поисках добычи птицы прыгают по пологу леса. Питаются разнообразными беспозвоночными и мелкими позвоночными.
Вид распространён в юго-восточной Нигерии, Западном и Южном Камеруне, Габоне, в континентальной части Экваториальной Гвинеи и на юго-западе Биоко. Главным образом птицы перемещаются в пологе первичного тропического леса. Места размножения птиц очень специфичны. Они предпочитают скалистые обнажения для защиты гнёзд от дождя, падающих камней и хищников.